# Fiat Marengo
Fiat Marengo er en bilmodel fra det italienske bilmærke Fiat. Det er betegnelsen for varebilsversionerne af stationcarmodellerne af Fiat 131, Regata, Tempra og Marea. Fiat Marengo har ikke noget bagsæde og findes kun med dieselmotor.
- Wikimedia Commons har flere filer relateret til Fiat Marengo

| Stub | Spire Denne bilrelaterede artikel er en spire som bør udbygges. Du er velkommen til at hjælpe Wikipedia ved at udvide den. |